# シャ・ラ・ラ/ごめんねチャーリー
『シャ・ラ・ラ / ごめんねチャーリー』は、サザンオールスターズの11作目のシングル。「シャ・ラ・ラ」と「ごめんねチャーリー」との両A面シングル。Invitationから7インチレコードで1980年11月21日に発売された。
1988年6月25日と1998年2月11日に8cmCDとして、2005年6月25日には12cmCDで再発売されている。2014年12月17日からはダウンロード配信、2019年12月20日からはストリーミング配信が開始されている。

## 背景
自身初の両A面シングル。両A面シングルはこの後2004年の「君こそスターだ/夢に消えたジュリア」まで発売されていない。
ビクターでは両A面と言う発売形式にしており、2005年の再発盤でも両A面表記となっている。しかし1998年の再発時には単発A面表記になっており、現在公式サイトの表記でも「シャ・ラ・ラ」となっている。

## 収録曲
- 収録時間：8:05

1. シャ・ラ・ラ (4:17)
（作詞・作曲：桑田佳祐 / 編曲：サザンオールスターズ / 弦編曲：八木正生）
桑田と原由子のデュエット曲。制作当初は桑田が一人で歌っていたが、桑田の「原のボーカルを入れていきたい」という要望を受けてメンバーが意見を出し合っていくうちに、原のパートが増えていき、最終的にはこのような形となったという逸話がある[6]。
俳優の角野卓造は『サワコの朝』（TBS系列）2021年2月6日放送分にて「記憶の中で今もきらめく曲」として本楽曲を挙げている[7]。角野が言うには青函連絡船でよくかかっていたといい、曲を聴きながら船室でワインを傾けるのが青春の思い出だったと語っている[7]。
2. ごめんねチャーリー (3:47)
（作詞・作曲：桑田佳祐 / 編曲：サザンオールスターズ / 弦管編曲：八木正生）
タイトルの「チャーリー」はレイ・チャールズから[8]。

## 参加ミュージシャン
- 桑田佳祐:Vocal, Guitar(#1,2)
- 大森隆志:Guitar, Chorus(#1,2)
- 原由子:Keyboards(#1,2)、Main Vocal(#1)、Back Vocal(#2)
- 関口和之:Bass, Chorus(#1,2)
- 松田弘:Drums, Chorus(#1,2)
- 野沢秀行:Percussion, Chorus(#1,2)

## 収録アルバム
| 曲名               | 作品名                                    | 備考                                           |
| ------------------ | ----------------------------------------- | ---------------------------------------------- |
| シャ・ラ・ラ       | アーリー・サザンオールスターズ            | カセットテープのみでの発売のため、現在は廃盤。 |
| シャ・ラ・ラ       | SOUTHERN ALL STARS BEST ONE '82           | カセットテープのみでの発売のため、現在は廃盤。 |
| シャ・ラ・ラ       | バラッド '77〜'82                         |                                                |
| シャ・ラ・ラ       | Shout!                                    | カセットテープのみでの発売のため、現在は廃盤。 |
| シャ・ラ・ラ       | すいか SOUTHERN ALL STARS SPECIAL 61SONGS | 数量限定商品のため、現在は廃盤。               |
| ごめんねチャーリー | アーリー・サザンオールスターズ            | カセットテープのみでの発売のため、現在は廃盤。 |
| ごめんねチャーリー | SOUTHERN ALL STARS BEST ONE '82           | カセットテープのみでの発売のため、現在は廃盤。 |
| ごめんねチャーリー | すいか SOUTHERN ALL STARS SPECIAL 61SONGS | 数量限定商品のため、現在は廃盤。               |

## ミュージック・ビデオ収録作品
| 曲名               | 作品名 |
| ------------------ | ------ |
| シャ・ラ・ラ       | 未収録 |
| ごめんねチャーリー | 未収録 |

## ライブ映像作品
| 曲名               | 作品名                                                                                                  | 備考                                                          |
| ------------------ | --- | ------------------------------------------------------------- |
| シャ・ラ・ラ       | 武道館コンサート                                                                                        | 1982年1月26日に日本武道館で開催されたコンサートの模様を収録。 |
| シャ・ラ・ラ       | SUMMER LIVE 2003「流石だスペシャルボックス」胸いっぱいの “LIVE in 沖縄” & 愛と情熱の “真夏ツアー完全版” |                                                               |
| ごめんねチャーリー | 未収録                                                                                                  |                                                               |

## カバー
シャ・ラ・ラ
- 2004年：つじあやの -『COVER GIRL』収録。